# Keit Pentus-Rosimannus

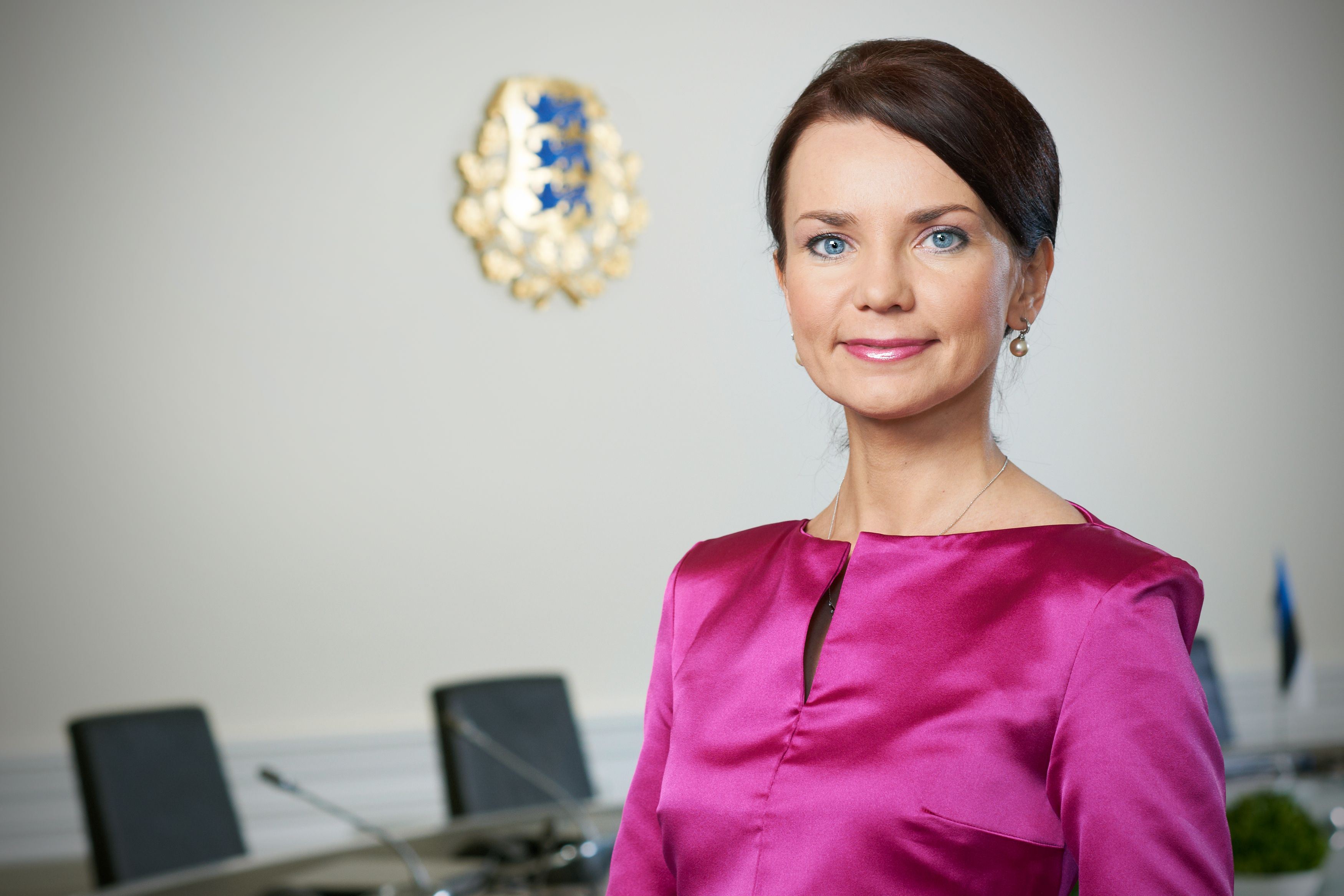
Keit Pentus-Rosimannus (2011)

Keit Pentus-Rosimannus (geborene Keit Pentus; * 3. März 1976 in Tallinn) ist eine estnische Politikerin (RE). Von Januar 2021 bis Oktober 2022 war sie Finanzministerin der Republik Estland.

## Leben

### Ausbildung
Keit Pentus besuchte das Tallinner Musikgymnasium (Tallinna Muusikakeskkool), das sie im Fach Klavier abschloss. Anschließend studierte sie bis 1995 an einer estnischen Privatschule. Im Jahr 2000 legte sie ihr Bakkalaureats-Examen im Fach Verwaltungs- und Europawissenschaft an der Pädagogischen Universität Tallinn (heute Universität Tallinn) ab. Von 2000 bis 2004 studierte sie Politikwissenschaft an der Universität Tartu, verließ die Universität aber ohne Abschluss.

### Politische Tätigkeit
Seit Mitte der 1990er Jahre engagiert sich Pentus für die liberale Reformpartei (Reformierakond). Sie trat der Partei 1998 bei. Von 1999 bis 2007 gehörte Pentus dem Stadtrat der estnischen Hauptstadt Tallinn an. 2001/2002 war sie im Justizministerium und 2002/2003 war im Außenministerium der Republik Estland tätig. Von 2003 bis 2005 war Pentus Bezirksbürgermeisterin des Stadtteils Tallinn-Kesklinn („Tallinn-Innenstadt“). 2005 wurde Pentus Büroleiterin des neu gewählten estnischen Ministerpräsidenten Andrus Ansip.
Bei der Parlamentswahl 2007 konnte sie für die Reformpartei ein Direktmandat im Riigikogu erringen und zog als Abgeordnete ins Parlament ein. Sie war während der Legislaturperiode Fraktionsvorsitzende der Reformpartei im Parlament. Von Juni 2009 bis April 2011 war sie erste stellvertretende Parlamentspräsidentin.
Keit Pentus wurde im April 2011 als Nachfolgerin von Jaanus Tamkivi (ebenfalls Reformpartei) Umweltministerin im Kabinett von Ministerpräsident Ansip. Dasselbe Amt hatte sie von März bis November 2014 in der neuen Regierung von Ministerpräsident Taavi Rõivas inne. Seit 17. November 2014 war sie Außenministerin der Republik Estland. Sie folgte auf Urmas Paet nach, der als Abgeordneter in das Europäische Parlament wechselte.
Nachdem sie im Kabinett Rõivas II erneut den Posten der Außenministerin übernommen hatte, reichte sie, nach drei Monaten im Amt, am 1. Juli 2015 ihren Rücktritt bei Ministerpräsident Taavi Rõivas ein. Tags zuvor hatte ein Zivilgericht ihre Mitschuld an der Insolvenz der Firma ihres Vaters festgestellt. Ihre Nachfolgerin als Außenministerin wurde am 16. Juli die Karrierediplomatin Marina Kaljurand. Pentus-Rosimannus kehrte als Abgeordnete ins estnische Parlament zurück.
Bei der Parlamentswahl in Estland 2019 konnte Keit Pentus-Rosimannus ihr Abgeordnetenmandat verteidigen. Am 26. Januar 2021 wurde sie Finanzministerin in der neu gebildeten  Koalitionsregierung unter Ministerpräsidentin Kaja Kallas. Sie behielt ihr Amt auch in der zweiten Koalitionsregierung von Ministerpräsidentin Kallas bei, die seit dem 18. Juli 2022 amtiert.
Am 19. Oktober 2022 trat Keit Pentus-Rosimannus von ihrem Ministeramt zurück, um zum 1. Januar 2023 estnische Vertreterin im Europäischen Rechnungshof zu werden.

### Privates
Keit Pentus ist seit 2012 mit dem estnischen Politiker Rain Rosimannus (* 1968) verheiratet. Sie ist die Schwester des estnischen Rennfahrers Sten Pentus (* 1981).